# II liga polska w piłce nożnej (2006/2007)
II liga 2006/2007 – 59. edycja rozgrywek drugiego poziomu ligowego piłki nożnej mężczyzn w Polsce. Wzięło w nich udział 18 drużyn, grając systemem kołowym. Sezon ligowy rozpoczął się 28 lipca 2006, a ostatnie mecze rozegrano 9 czerwca 2007. Pierwszą bramkę rozgrywek zdobył w 13. minucie meczu Piast Gliwice – Zagłębie Sosnowiec zawodnik gospodarzy Jarosław Kaszowski (mecz zakończył się wynikiem 4:0).

## Drużyny
| Uczestnicy poprzedniej edycji                                                                                 | Uczestnicy poprzedniej edycji | Uczestnicy poprzedniej edycji | Uczestnicy poprzedniej edycji |
| --- | ----------------------------- | ----------------------------- | ----------------------------- |
| przegrany baraży o I ligę                                                                                     |                               |                               |                               |
| JAG | Jagiellonia Białystok         | 3                             |                               |
| pozostałe drużyny                                                                                             |                               |                               |                               |
| ŚLĄ | Śląsk Wrocław                 | 4                             |                               |
| ZSO | Zagłębie Sosnowiec            | 5                             |                               |
| ZAW | Zawisza Bydgoszcz (2)         | 61                            |                               |
| RCH | Ruch Chorzów                  | 7                             |                               |
| PIA | Piast Gliwice                 | 8                             |                               |
| KSZ | KSZO Ostrowiec Świętokrzyski  | 9                             |                               |
| LGD | Lechia Gdańsk                 | 10                            |                               |
| GPO | Górnik Polkowice              | 11                            |                               |
| po barażach o utrzymanie                                                                                      |                               |                               |                               |
| POD | Podbeskidzie Bielsko-Biała    | 13                            |                               |
| PBT | Polonia Bytom                 | 15                            |                               |
| Spadek z I ligi 2005/2006                                                                                     |                               |                               |                               |
| PWA | Polonia Warszawa              | 15                            |                               |
| Awans z III ligi 2005/2006                                                                                    |                               |                               |                               |
| grupa I |                               |                               |                               |
| ŁOM | ŁKS Łomża                     | 1                             |                               |
| grupa II |                               |                               |                               |
| UNI | Unia Janikowo                 | 2                             |                               |
| grupa III |                               |                               |                               |
| MIE | Miedź Legnica                 | 1                             |                               |
| grupa III (po barażach)                                                                                       |                               |                               |                               |
| ODO | Odra Opole                    | 2                             |                               |
| grupa IV |                               |                               |                               |
| KMZ | Kmita Zabierzów               | 1                             |                               |
| grupa IV (po barażach)                                                                                        |                               |                               |                               |
| SSW | Stal Stalowa Wola             | 2                             |                               |
| Oznaczenia: - kolumna pierwsza – skróty nazw drużyn, - kolumna trzecia – miejsce zajęte w poprzednim sezonie. |                               |                               |                               |

Objaśnienia:
1. Zawisza Bydgoszcz wycofał się z rozgrywek po rundzie jesiennej.
2. Unia Janikowo awansowała do II ligi w związku z rezygnacją z gry mistrza grupy II – Kani Gostyń.

## Rozgrywki
Uczestnicy rozegrali 34. kolejki ligowe po 8 meczów każda (razem 306 spotkań) w dwóch rundach: jesiennej i wiosennej.
Pierwotnie zakładano, że mistrz i wicemistrz II ligi uzyskają awans do I ligi, zespół z 3. miejsca rozegra dwumecz barażowy o wejście do I ligi z 14. zespołem najwyższej klasy rozgrywkowej, do III ligi spaść miały 4 ostatnie drużyny, zaś zespoły z miejsc 11–14 rozegrać miały baraże o utrzymanie z wicemistrzami grup trzeciego poziomu ligowego. Drużyny z miejsc 4–10 miały mieć zapewniony udział w II lidze na kolejny sezon. Sytuacja ta zmieniła się jednak w związku z nałożeniem przez Polski Związek Piłki Nożnej kar degradacji na kilka klubów I i II ligi za udział w aferze korupcyjnej. W związku z podejrzeniami o korupcję wycofał się również po rundzie jesiennej Zawisza Bydgoszcz (2).

### Kary degradacji nałożone przez PZPN
Za działania korupcyjne w poprzednich sezonach karą degradacji zostały ukarane 4 kluby:
- Górnik Polkowice został zdegradowany z II do IV ligi[1]
- KSZO Ostrowiec Świętokrzyski został zdegradowany z II do III ligi[2]
- Górnik Łęczna został zdegradowany z I do III ligi[2]
- Arka Gdynia została zdegradowana z I do II ligi[2]

### Tabela
| Lp. | Drużyna                           | M  | Z  | R  | P  | Bramki | Bramki | Różn. | Pkt | Uwagi              | Bezpośrednio            |
| --- | --------------------------------- | -- | -- | -- | -- | ------ | ------ | ----- | --- | ------------------ | ----------------------- |
| 1   | Ruch Chorzów (M) (A)              | 34 | 21 | 6  | 7  | 49     | 26     | +23   | 69  | Awans do I ligi    |                         |
| 2   | Jagiellonia Białystok (A)         | 34 | 18 | 9  | 7  | 49     | 28     | +21   | 63  | Awans do I ligi    |                         |
| 3   | Polonia Bytom1 (A)                | 34 | 19 | 6  | 9  | 60     | 34     | +26   | 60  | Awans do I ligi    |                         |
| 4   | Zagłębie Sosnowiec (A)            | 34 | 17 | 8  | 9  | 54     | 34     | +20   | 59  | Awans do I ligi    |                         |
| 5   | Lechia Gdańsk                     | 34 | 15 | 10 | 9  | 53     | 35     | +18   | 55  |                    | LGD–PWA 2:0 PWA–LGD 3:1 |
| 6   | Polonia Warszawa                  | 34 | 16 | 7  | 11 | 56     | 38     | +18   | 55  |                    | LGD–PWA 2:0 PWA–LGD 3:1 |
| 7   | Górnik Polkowice2 (S)             | 34 | 14 | 10 | 10 | 43     | 36     | +7    | 52  | Spadek do IV ligi  |                         |
| 8   | Piast Gliwice                     | 34 | 13 | 6  | 15 | 42     | 35     | +7    | 45  |                    | PIA–ŚLĄ 3:0 ŚLĄ–PIA 2:0 |
| 9   | Śląsk Wrocław                     | 34 | 12 | 9  | 13 | 31     | 33     | −2    | 45  |                    | PIA–ŚLĄ 3:0 ŚLĄ–PIA 2:0 |
| 10  | Odra Opole                        | 34 | 10 | 11 | 13 | 29     | 35     | −6    | 41  |                    |                         |
| 11  | KSZO Ostrowiec Świętokrzyski3 (S) | 34 | 9  | 13 | 12 | 27     | 30     | −3    | 40  | Spadek do III ligi |                         |
| 12  | Podbeskidzie Bielsko-Biała        | 34 | 11 | 6  | 17 | 26     | 46     | −20   | 39  |                    | POD–ŁOM 2:0 ŁOM–POD 1:1 |
| 13  | ŁKS Łomża                         | 34 | 9  | 12 | 13 | 38     | 49     | −11   | 39  |                    | POD–ŁOM 2:0 ŁOM–POD 1:1 |
| 14  | Kmita Zabierzów4                  | 34 | 9  | 10 | 15 | 35     | 46     | −11   | 37  | Baraże o II ligę   | KMZ–SSW 2:0 SSW–KMZ 0:0 |
| 15  | Stal Stalowa Wola                 | 34 | 8  | 13 | 13 | 29     | 46     | −17   | 37  | Baraże o II ligę   | KMZ–SSW 2:0 SSW–KMZ 0:0 |
| 16  | Unia Janikowo (S)                 | 34 | 9  | 9  | 16 | 38     | 52     | −14   | 36  | Baraże o II ligę   |                         |
| 17  | Miedź Legnica (S)                 | 34 | 7  | 7  | 20 | 30     | 52     | −22   | 28  | Spadek do III ligi |                         |
| 18  | Zawisza Bydgoszcz (2)5 (S)        | 34 | 12 | 2  | 20 | 30     | 64     | −34   | 38  | Drużyna rozwiązana |                         |

## Baraże o II ligę
Po zakończeniu sezonu II i III ligi rozegrano dwumecze barażowe o 4 miejsca w drugiej klasie rozgrywkowej w sezonie 2007/2008 między zespołami z miejsc 14–16 II ligi i wicemistrzami grup III ligi:
- 14. drużyna II ligi i wicemistrz III ligi grupy I – Kmita Zabierzów i Pelikan Łowicz
- 15. drużyna II ligi i wicemistrz III ligi grupy IV – Stal Stalowa Wola i Kolejarz Stróże
- 16. drużyna II ligi i wicemistrz III ligi grupy II – Unia Janikowo i Warta Poznań

Miejsca na drugim poziomie ligowym nie utrzymała Unia Janikowo; swój dwumecz przegrał również Kmita, jednak w związku z brakiem licencji na grę w II lidze dla Pogoni Szczecin (spadkowicz z I ligi) pozostała na drugim poziomie rozgrywkowym.
Ponadto 11. miejsce, obligujące pierwotnie do gry w barażach o utrzymanie w II lidze zajął KSZO Ostrowiec Świętokrzyski – decyzją PZPN dolosowana do niego drużyna z III ligi – GKS Katowice (wicemistrz III ligi grupy III) – uzyskała awans bez gry.
| 24 czerwca 2007 | Pelikan Łowicz     | 2:0   | Kmita Zabierzów |                                                                          |
| 17:30           | Kowalczyk 20', 50' | (1:0) |                 | Łowicz, Stadion Pelikana Widzów: 1 500 Sędzia: Jacek Walczyński (Lublin) |

| 27 czerwca 2007 | Kmita Zabierzów                               | 3:2   | Pelikan Łowicz                   |                                                                                     |
| 17:30           | Gawęcki 32' · Zawadzki 60' (k) · Pokrywka 80' | (1:1) | Kowalczyk 34' · Wyszogrodzki 90' | Zabierzów, Gminny Stadion Sportowy Widzów: 1 400 Sędzia: Bartosz Środecki (Wrocław) |

Wynik dwumeczu – 4:3 dla Pelikana.
| 24 czerwca 2007 | Kolejarz Stróże   | 2:0   | Stal Stalowa Wola |                                                                               |
| 17:30           | Chlipała 38', 86' | (1:0) |                   | Stróże, Stadion Kolejarza Widzów: 2 000 Sędzia: Artur Radziszewski (Warszawa) |

| 27 czerwca 2007 | Stal Stalowa Wola                                  | 4:0   | Kolejarz Stróże |                                                                               |
| 17:30           | Gęśla 35', 79' · Pałkus 52' · Berliński 60' (sam.) | (1:0) |                 | Stalowa Wola, Stadion MOSiR Widzów: 5 000 Sędzia: Mirosław Górecki (Katowice) |

Wynik dwumeczu – 4:2 dla Stali.
| 24 czerwca 2007 | Warta Poznań  | 1:1   | Unia Janikowo     |                                                                                         |
| 17:30           | Ngamayama 88' | (0:1) | Warczachowski 35' | Poznań, Stadion przy Drodze Dębińskiej Widzów: 1 500 Sędzia: Sebastian Jarzębak (Bytom) |

| 27 czerwca 2007 | Unia Janikowo                  | 2:2   | Warta Poznań                |                                                                           |
| 17:30           | Mysiak 73' · Warczachowski 90' | (0:2) | Lewandowski 4' · Pawlak 19' | Janikowo, Stadion Miejski Widzów: 2 500 Sędzia: Włodzimierz Bartos (Łódź) |

Wynik dwumeczu – 3:3, zwycięstwo Warty dzięki większej liczbie bramek zdobytych na wyjeździe.
| 24 czerwca 2007 | GKS Katowice | 3:0 wo. | KSZO Ostrowiec Świętokrzyski |  |
|                 |              |         |                              |  |

| 27 czerwca 2007 | KSZO Ostrowiec Świętokrzyski | 0:3 wo. | GKS Katowice |  |
|                 |                              |         |              |  |

## Strzelcy
| Gole | Strzelcy                   | Drużyna                       |
| ---- | -------------------------- | ----------------------------- |
| 19   | Jacek Kosmalski            | Polonia Warszawa              |
| 14   | Vuk Sotirović              | Zawisza (2) 10/ Jagiellonia 4 |
| 13   | Marcin Folc                | Zagłębie Sosnowiec            |
| 13   | Mariusz Mężyk              | Polonia Bytom                 |
| 13   | Kamil Witkowski (ur. 1984) | Górnik Polkowice              |
| 11   | Piotr Cetnarowicz          | Lechia Gdańsk                 |
| 10   | Remigiusz Sobociński       | Jagiellonia Białystok         |

Kompletna klasyfikacja strzelców – 90minut.pl